# 帝室博物館
帝室博物館（ていしつはくぶつかん）とは、明治後期から連合国軍占領期にかけて存在した、宮内省所管の博物館の総称である。現在の東京国立博物館・京都国立博物館・奈良国立博物館を指す。

## 概要

### 沿革

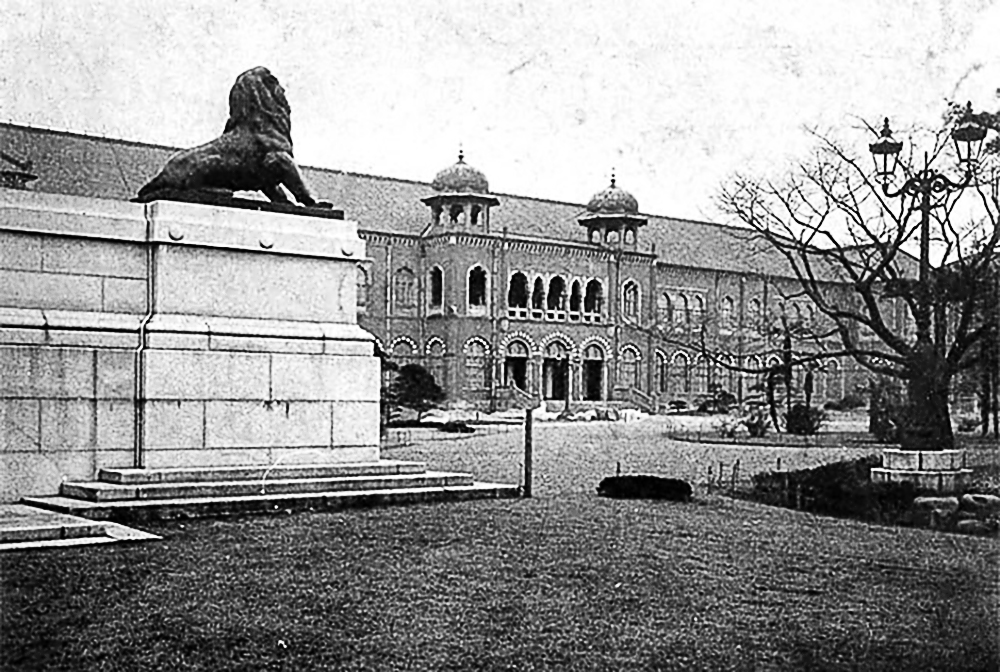
コンドル設計の旧東京帝室博物館

ウィーン万国博覧会の準備機関として、日比谷門の旧本多邸跡に1872年（明治5年）2月に正院が設置した「博覧会事務局」に由来する。移転後の1873年（明治6年）3月、文部省所轄の博物館・書籍館・博物局並びに小石川薬園が博覧会事務局に統合され、植物科（植物・動物・鉱物）・考証科（考古・書籍）・工業科（機械・殖産）・庶務科（翻訳・書記）が組織され、同年5月の万国博覧会参加となる。
万国博覧会後の1875年（明治8年）2月に統合機関が部分解体されて再び文部省に戻され、博覧会事務局も同年3月30日に内務省所轄となり「博物館」と改称される。第六局と称された短期間があったが、1876年（明治9年）1月に再び博物館へ改称され、同年4月に博物館内の運営事務部門も博物局と改称、内務省所轄下で博物局内の各科が改組、専門化した。
1881年（明治14年）4月に博物局が内務省から農商務省へ移管され、札幌博物場の一時管理や園芸課の新設置を経て、1883年（明治16年）10月に奈良博覧会等で明治8年から一部公開されていた正倉院宝物の保管事務が宮内省へ移管される。1886年（明治19年）3月に農商務省の博物局が廃止される。同年同月に博物館は宮内省移管となり、1888年（明治21年）1月に宮内省図書寮付属の博物館となり、各地に人員を派遣して古社寺における美術品鑑定や保存維持等の調査を行う。
1889年（明治22年）5月16日に図書寮付属の博物館を廃して、帝国博物館（東京）・帝国京都博物館・帝国奈良博物館の帝国博物館3館が設置された。 九鬼隆一が総長となった。この時、京都と奈良にも帝国博物館を置くこととなり、機関としての帝国京都博物館および帝国奈良博物館の設置はこの年である（実際の開館は京都が1897年、奈良が1895年）。当時の帝国博物館美術部長は明治時代の美術界の理論的指導者であった岡倉覚三（天心）であり、アメリカから来た哲学者・美術史家のアーネスト・フェノロサも美術部理事を務めていた。従来、博物館が担当してきた博覧会関係の業務は農商務省に移管され、この頃から歴史・美術工芸系の博物館としての性格が強まる。なお、動物園が博物館から分離したのは1924年（大正13年）である。この年、動物園を含む上野公園が宮内省から東京市に下賜された。同じ1924年、博物館の天産部も廃止され、同部に属していた動植物の標本などの列品は、同年から翌年にかけて、文部省管轄の東京博物館（国立科学博物館の前身）へ移された

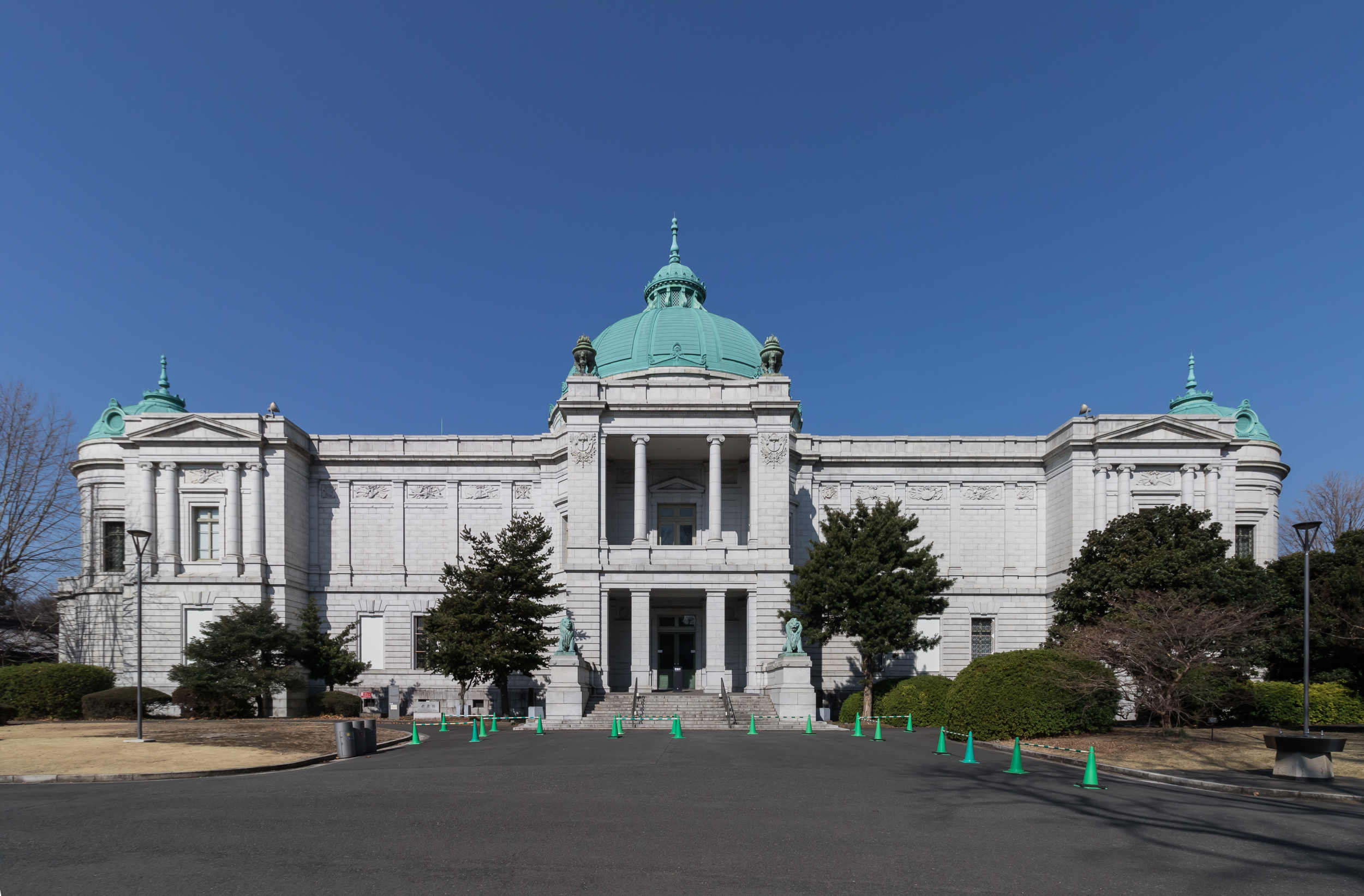
表慶館

1900年（明治33年）7月1日、帝国博物館3館が改称され、東京帝室博物館、京都帝室博物館、奈良帝室博物館が成立した。「帝室博物館」の名称は1947年（昭和22年）まで使用された。この1900年には当時の皇太子（後の大正天皇）の成婚を祝福するため、上野の帝国博物館内に新たな美術館を建造することとなった。宮廷建築家片山東熊の設計になる新美術館は、翌1901年着工。基礎補強に時間を要したこと、たびたび設計変更があったこと、日露戦争の影響などにより工事は長引き、7年後の1908年に竣工、翌1909年開館した。石造および煉瓦造2階建て、ネオ・バロック様式のこの新美術館は表慶館と名付けられ、21世紀に至るまで博物館の展示の一翼を担っている。
その後、京都帝室博物館は1924年（大正13年）に京都市に移管され、恩賜京都博物館となった。東京・奈良の2館は、1947年（昭和22年）に文部省所管の東京国立博物館・奈良国立博物館にそれぞれ改組された。
1923年（大正12年）の関東大地震では、コンドル設計の本館のほか、当時存在した2号館、3号館が大破して使用不能となり、本館復興までの十数年間、陳列は表慶館のみで行われた。復興本館の建設が決まったのは1928年（昭和3年）のことで、昭和天皇の大礼を期に大礼記念帝室博物館復興翼賛会（会長徳川家達）が設立された。建設は設計競技方式で行うこととされ、「日本趣味を基調とした東洋式」の建物とするという条件付きであった。1931年4月に設計案の公募が締切られ、273点の応募作のなかから渡辺仁の案が採用された。渡辺案をもとに宮内省臨時帝室博物館営繕課で実施設計を行い、1932年12月に着工、1937年11月に竣工、1938年11月に開館した。これが現存する鉄骨鉄筋コンクリート造2階建ての東京国立博物館本館（重要文化財）である。当時としては、耐火、防盗への対策を最高レベルで講じたもので、閉館時には窓の鎧戸を下ろし、電気を切断。監視人が別館から張番を行う「金庫式の堅城」と呼ばれるものであった。
復興本館開館からまもない1940年には、「皇紀2600年」を記念して「正倉院御物特別展観」が開催された。これは正倉院宝物（当時は「正倉院御物」）が一般に公開された初の機会であり、11月6日から11月24日の間に41万4300余人が入場。博物館の年間入場者数約37万人を19日間で上回ることとなった。

### 奈良帝室博物館

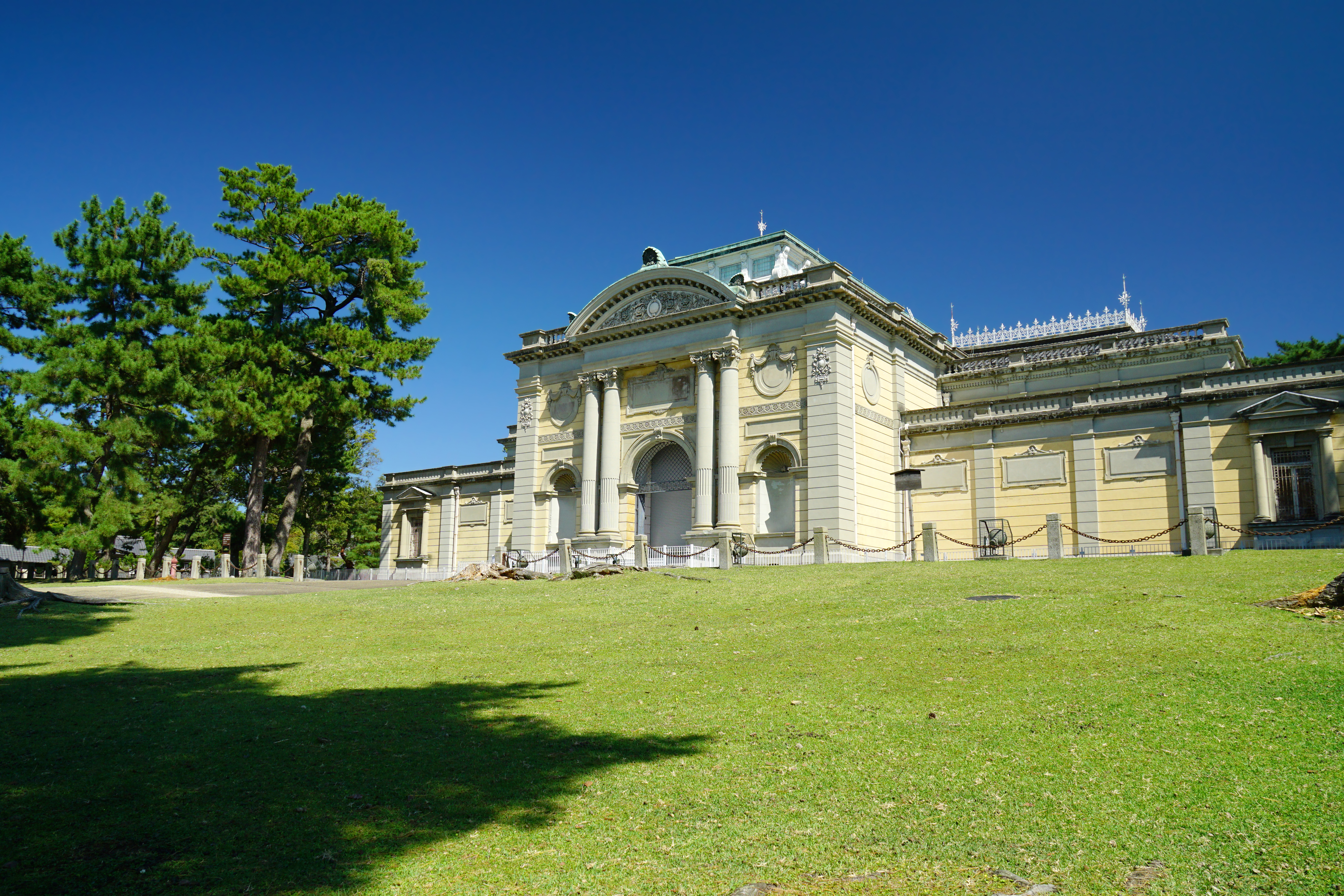
元・奈良帝室博物館本館

1895年（明治28年）、帝国奈良博物館として開館になった。開館へは、寺社が1875年（明治8年）の上知令で所領が国に没収され困窮し、さらに1868年の廃仏毀釈で仏像仏画などの文化財の破壊や盗難が放縦し、宝物の散逸を設置により保護することが主な目的としてあった。博物館の観覧収入を社寺への補助金に充てる構想も実現に至らなかったが、提示された。そのほかに海外の万国博覧会や国内の博覧会での日本文化展示が好評で、日本文化が再評価され国威発揚の一環として、文化政策と情報発信の推進が求められた。さらに奈良での前史として、奈良博覧会の存在がある。1874年（明治7年）、当時の奈良県権令・藤井千尋が中心となり、官民合同の奈良博覧会社が設立された。翌1875年（明治8年）開催された第1回奈良博覧会は、東大寺大仏殿と周囲の回廊を会場として、正倉院宝物をはじめ、社寺や個人から出品された書画、古器物、動植物標本、機械類などを陳列した。80日間の会期中にのべ17万人が訪れる大盛況であったことが当時の記録からわかる。その後奈良博覧会は1877年（明治10年）を除いて毎年開催され、1890年（明治23年）までに計15回を数えた。
当時、東京上野にはすでに宮内省所管の博物館（東京国立博物館の前身）があったが、1889年（明治22年）、宮内大臣通達により東京の博物館の名称を「帝国博物館」に改めるとともに、京都と奈良にもそれぞれ帝国博物館を設置することが決まった。機関としての帝国奈良博物館の発足はこの時である。こうして、興福寺旧境内である現在地で1892年（明治25年）より建設工事が始まり、1894年に本館が竣工、翌1895年4月29日に開館した。館長は奈良県知事古沢滋が兼務していたが、1895年10月に山高信離が館長となった（当時開館準備中であった帝国京都博物館長と兼務）。1900年（明治33年）には館名を奈良帝室博物館に改めている。
1895年の開館時の出品目録を見ると、御物（皇室所蔵品）の拝借品、東京の帝国博物館からの出品、および個人所蔵者からの出品に限られており、社寺からの出品はこの時点ではまだ行われていなかった。前述の御物拝借品には、法隆寺献納宝物の聖徳太子像（阿佐太子像）、法華義疏、竜首水瓶、麻耶夫人及び侍者像などが含まれている。また、この時、東京の帝国博物館からの出品された作品の一部は1904年（明治37年）に帝国奈良博物館に寄贈され、現在も奈良国立博物館の所蔵品となっている。社寺からの寄託出品が盛んになったのは、1903年（明治36年）に開催された「奈良県下国宝展」が契機になったとみられる。
第二次世界大戦中の1945年（昭和20年）7月10日、宮内省告示により帝室博物館の美術品観覧を停止する。終戦に伴い同年12月5日より奈良帝室博物館の美術品観覧が再開された。

## 施設

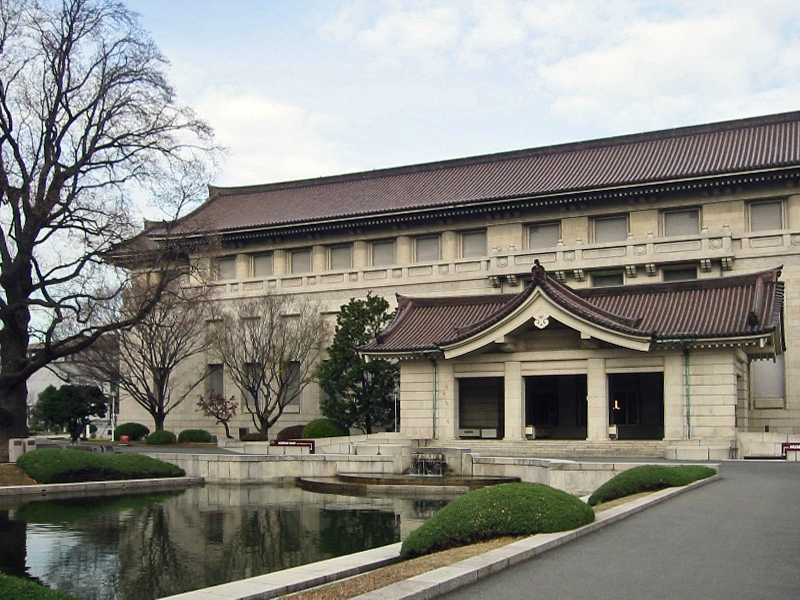
本館

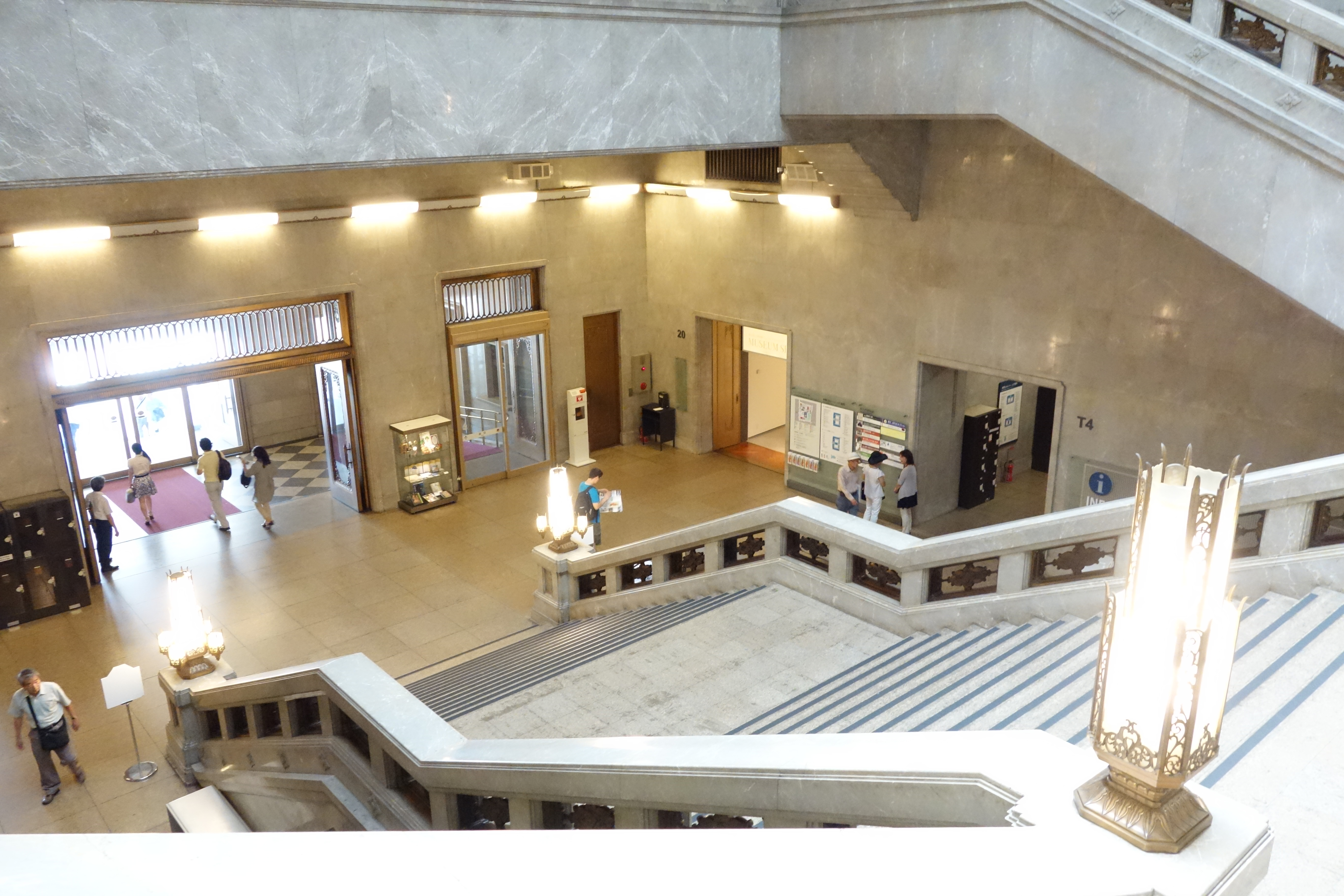
本館中央ホール

### 本館
1929年（昭和4年）、帝室博物館復興翼賛会の事業費として造幣局から一般会計に350万円が繰り入れられた。
1932年（昭和7年）着工、1937年（昭和12年）に竣工し、翌1938年開館した。設計は公募で、渡辺仁の案が採用された。明治神宮宝物殿と同様に、日本伝統の木造建築を鉄筋コンクリートに置き換えた、形と技術の和洋折衷建築となっている。鉄筋コンクリート造などの不燃式建築に和風瓦葺の屋根を載せた帝冠様式の代表的建築と紹介されることがある。ただし、当建物については壁体の意匠が洋風でなく和風であるため帝冠様式に分類するのは誤りだとする研究者もいる。
2001年に「旧東京帝室博物館本館」の名称で重要文化財に指定されている。展示室は1・2階に計26室あり（普段閉鎖・転用されている室を含む）、中央の大階段を取り巻いて「ロ」の字状に展示室が配置されている。日本の絵画、彫刻、工芸、書跡が展示されている。独立行政法人化以降は「日本ギャラリー」の別称を付している。本館デザイン室の活動成果が評価され平成18年度｢日本デザイン学会作品賞｣を受賞。

## 組織
主事の特別補佐のもと、各帝室博物館の統督として東京帝室博物館に勅任の総長が置かれ、総長が上野公園や動物園の総管理者を兼務した。京都帝室博物館・奈良帝室博物館については、館務責任者として館長各1名が任じられた。

### 歴代総長
1. 股野琢（1900年（明治33年）6月 - 1917年（大正6年）12月）
2. 森林太郎（1917年（大正6年）12月 - 1922年（大正11年）7月）
3. 三宅米吉（1923年（大正12年）1月 - 1923年（大正12年）8月）
4. 大島義脩（1923年（大正12年）8月 - 1932年（昭和7年）9月）
5. 杉栄三郎（1932年（昭和7年）9月 - 1939年（昭和14年）5月）
6. 渡部信（1939年（昭和14年）5月 - 1944年（昭和19年）9月）
7. 土岐政夫（1944年（昭和19年）9月 - 1946年（昭和21年）8月）
8. 安倍能成（1946年（昭和21年）8月 - 1947年（昭和22年）5月）